# 百年传说 (绘画)
百年传说（法語：La Legende Des Siecles）是由比利时超现实主义画家雷內·弗朗索瓦·吉蘭馬格利特于1952年创作的。此画的尺寸的尺寸是长17.1公分，宽14.6公分，现为私人收藏品。。